# Allesø Sogn
Allesø Sogn er et sogn i Hjallese Provsti (Fyens Stift).
I 1800-tallet var Næsbyhoved-Broby Sogn i Odense Herred anneks til Allesø Sogn i Lunde Herred. Begge herreder hørte til Odense Amt. Allesø-Næsbyhoved Broby sognekommune blev ved kommunalreformen i 1970 indlemmet i Odense Kommune.
I Allesø Sogn ligger Allesø Kirke.
I sognet findes følgende autoriserede stednavne:
- Allese (bebyggelse, ejerlav)
- Kattebjerg (areal)
- Langehede Huse (bebyggelse)